# Aspidopterys hirsuta
Aspidopterys hirsuta är en tvåhjärtbladig växtart som först beskrevs av Nathaniel Wallich, och fick sitt nu gällande namn av Adrien Henri Laurent de Jussieu. Aspidopterys hirsuta ingår i släktet Aspidopterys och familjen Malpighiaceae. Inga underarter finns listade i Catalogue of Life.